# Matthiola superba
Matthiola superba är en korsblommig växtart som beskrevs av Pasquale Conti. Matthiola superba ingår i släktet lövkojor, och familjen korsblommiga växter. Inga underarter finns listade i Catalogue of Life.